# Remedy
『Remedy』（レメディー）は宇都宮隆が2002年7月10日にリリースした13thシングル。

## 解説
7thアルバム『TEN to TEN』からの先行シングル。
表題曲はシングル版ではアウトロがフェードアウトするが、アルバム「TEN to TEN」に収録されたものはアウトロがフェードアウトしない。
カップリング曲の「SING A SONG, miss clear light」は、1995年以来、実に約7年振りとなる石井妥師との共作名義「BOYO-BOZO」となっている。2012年発売のベストアルバム『TAKASHI UTSUNOMIYA ORIGINAL SINGLES 1992-2003』に収録されたものは、イントロがオリジナルよりも少し長くなっている。
現在廃盤となっている。

## 収録曲
| #         | タイトル                                   | 作詞       | 作曲      | 編曲               | 時間  |
| --------- | ------------------------------------------ | ---------- | --------- | ------------------ | ----- |
| 1.        | 「Remedy」                                 | 渡辺なつみ | 河越重義  | 河越重義           | 5:34  |
| 2.        | 「SING A SONG, miss clear light」          | 石井妥師   | BOYO-BOZO | 石井妥師、斉藤光浩 | 4:31  |
| 3.        | 「Remedy (tv mix)」                        |            | 河越重義  | 河越重義           | 5:34  |
| 4.        | 「SING A SONG, miss clear light (tv mix)」 |            | BOYO-BOZO | 石井妥師、斉藤光浩 | 4:30  |
| 合計時間: | 合計時間:                                  | 合計時間:  | 合計時間: | 合計時間:          | 20:09 |

## 収録アルバム
- TEN to TEN (#1、Album Version)
- TAKASHI UTSUNOMIYA THE BEST 2000-2004 (#1,#2)
- TAKASHI UTSUNOMIYA ORIGINAL SINGLES 1992-2003 (#1,#2はAlbum Version)